# Marthe Eliasson
Marthe Eliasson, född den 27 september 1969 i Trondheim, Norge, är en norsk handbollsspelare.
Hon tog OS-silver i damernas turnering i samband med de olympiska handbollstävlingarna 1988 i Seoul.